# Nikolái Gúsev
Nikolái Ivánovich Gúsev (en ruso: Никола́й Ива́нович Гу́сев; Brodnikovo, 26 de noviembre de 1897 - Tver, 16 de mayo de 1962) fue un militar soviético. Fue reclutado en el Ejército Imperial Ruso durante la Primera Guerra Mundial, aunque no llegó a combatir, durante la Guerra civil rusa fue reclutado por el Ejército Rojo. Donde sirvió con unidades de caballería, terminó con esta última como comandante subalterno. Durante el período de entreguerras, continuó sirviendo en puestos de mando y personal con unidades de caballería y, a finales de la década de 1930, era oficial del Estado Mayor del Ejército Rojo. Estuvo al mando de la 25.ª División de caballería entre julio de 1941 y enero de 1942, el 13.º Cuerpo de Caballería hasta junio de 1942, el 4.º Ejército hasta noviembre de 1943 y, sucesivamente, los 20.º, 47.º y 48.º ejércitos hasta el final de la guerra. Después de la guerra, se desempeñó sucesivamente como comandante de varios ejércitos, agregado militar en Checoslovaquia y como jefe de la Décima Dirección del Estado Mayor General, puesto que conservó hasta su muerte en 1962.

## Biografía

### Infancia y juventud
Nikolái Gúsev nació el 27 de noviembre de 1897 en la pequeña localidad rural de Brodnikovo en la gobernación de Tver —en esa época parte del Imperio ruso, actualmente ubicado en el óblast de Tver en Rusia—. El 22 de mayo de 1916, durante la Primera Guerra Mundial, fue movilizado para el servicio en el Ejército Imperial Ruso y enviado al 9.º Regimiento de Caballería de Reserva en Petrogrado. Después de graduarse del destacamento de entrenamiento del regimiento en marzo de 1917, fue enviado al escuadrón de marcha del 3.er Regimiento de Caballería del Báltico en Taytsy, en el que sirvió como suboficial superior (unter-ofitser) hasta que regresó a su área de origen cuando el ejército se disolvió en febrero de 1918.
Durante la Guerra civil rusa, fue movilizado por el comisariado militar del Uyed de Novotorzhsky del Ejército Rojo el 16 de octubre, donde sirvió como comandante subalterno en el 7.º Regimiento de Caballería en Rzhev. Desde marzo de 1919 sirvió como starshiná en el 1.er Regimiento de Caballería del Norte, luchando en el Frente Oriental contra las fuerzas blancas del almirante Alexandr Kolchak. En septiembre fue transferido a la 51.ª División de Fusileros, donde sirvió como intendente en su batallón de caballería independiente, luego en el 51.º Regimiento de Caballería de la división, en el que se convirtió en jefe del destacamento económico del regimiento, comandante de pelotón y comandante y asistente del comandante de un escuadrón. Desde julio de 1920, la división luchó contra el ejército de Piotr Wrangel y el Ejército Revolucionario Insurreccional de Ucrania como parte de los frentes Sudoeste y Sur.

### Preguerra
Después del final de la guerra, continuó sirviendo en el regimiento como comandante de pelotón y escuadrón. Cuando el regimiento se redujo a un escuadrón de caballería independiente de la división en diciembre de 1922, se convirtió en el comandante del escuadrón. Después de graduarse de los cursos de actualización superior para el personal de comando de nivel medio y superior en Járkov en 1924, fie trasferido a la 1.ª División de Caballería de las Tropas en Ucrania y Crimea como subcomandante interino para el Estado Mayor de su 1.er Regimiento de Caballería. En 1926, se convirtió en jefe del Estado Mayor del 2.do Regimiento de Caballería.
En 1928, se graduó de los Cursos de Perfeccionamiento de Comandantes de Defensa Aérea en la escuela de artillería antiaérea y, en 1929, en los Cursos de Perfeccionamiento de Comandantes de Caballería en Novocherkask. Después de completar este último curso, se convirtió en comandante y comisario político del 2.do Regimiento de Caballería y, en julio de 1931, fue nombrado jefe de Estado Mayor de la división después de completar nuevamente los Cursos de Perfeccionamiento para Comandantes de Caballería en Novocherkask.
En enero de 1935 fue transferido al Estado Mayor del Ejército Rojo, donde se desempeñó como jefe de una subunidad del 4.º Departamento del Estado Mayor. Desde noviembre de 1937 fue secretario de una oficina del partido, y desde septiembre de 1939 fue comisario militar interino del Estado Mayor General del Ejército Rojo. En julio de 1940, ingresó a la Academia Militar del Estado Mayor de la URSS, donde se graduó en 1941.

### Segunda Guerra Mundial
Después del comienzo de la Operación Barbarroja, la invasión alemana de la Unión Soviética en junio de 1941, a Gúsev se le encomendó la formación de la 25.ª División de Caballería en julio. La formación de la división se completó el 25 de julio y el 2 de agosto se concentró en el área de Demiansk y Molvotitsy, uniéndose al 34.º Ejército del Frente del Noroeste. Desde enero de 1942, Gúsev, ahora mayor general, comandó el 13.º Cuerpo de Caballería, con el que combatió en la ofensiva de Liubán. A pesar de hacer un profundo avance en la retaguardia alemana, el ataque del cuerpo y el de otras unidades involucradas fue contenido. Posteriormente el cuerpo de Gúsev fue rodeado por un contraataque alemán, aunque fue capaz de infiltrase entre las líneas alemanas y escapar el 16 de mayo.
El 26 de junio de 1942, Se convirtió en comandante del 4.º Ejército del Frente del Vóljov fue ascendido a teniente general el 25 de septiembre. Comandó esta unidad en batallas defensivas en los accesos a Leningrado y en varios intentos para romper el sitio. Desde el 30 de octubre de 1943 fue comandante interino del 20.º Ejército y desde el 28 de abril de 1944 estuvo al mando del 47.º Ejército. Dirigió este último ejército en la operación Bagratión como parte del Primer Frente Bielorruso. Durante esta operación capturó Kóvel, cruzó el Bug Occidental y a finales de mes llegó al Vístula en la zona de Varsovia. El 14 de septiembre, tras cuatro días de intensa lucha, el ejército capturó Praga, un suburbio de Varsovia.
El 15 de diciembre de 1944, fue trasferido al mando del 48.º Ejército, Gúsev lo dirigió como parte del Segundo Frente Bielorruso y, desde el 11 de febrero, del Tercer Frente Bielorruso, con este ejército luchó en la ofensiva de Prusia Oriental. Durante la ofensiva, el ejército llegó a la laguna del Vístula el 25 de marzo, luchando en duras batallas defensivas y ofensivas contra las tropas alemanas en la costa del Mar Báltico. El 5 de mayo de 1945, fue ascendido a coronel general.

### Posguerra
Después del final de la guerra, continuó al mando del 48.º Ejército, ahora acantonado en el Distrito Militar de Kazán. Después de que se disolvió el cuartel general del ejército, se convirtió en comandante de distrito en julio. Un año después, fue enviado al Distrito Militar de Bielorrusia para tomar el mando del 3.er Ejército en Slutsk, luego se convirtió en comandante del 28.º Ejército en Grodno en marzo de 1947. Desde abril de 1949 se desempeñó temporalmente como comandante del Ejército Mecanizado Especial en Rumania.
En julio de 1950, se convirtió en el principal asesor militar del Ministerio de Defensa Nacional de Checoslovaquia, puesto en el que sirvió simultáneamente con el de agregado militar soviético en Checoslovaquia. Se transfirió para convertirse en subcomandante de la 10.ª Dirección del Estado Mayor General en julio de 1954, y desde mayo de 1956 se desempeñó simultáneamente como subjefe del Estado Mayor de las Fuerzas Armadas Unificadas del Pacto de Varsovia. En octubre de 1958, ambos cargos se combinaron en el mismo y, en diciembre de 1960, se convirtió en comandante de la 10.º Dirección.
Nikolái Gúsev murió en Moscú el 6 de mayo de 1962 y fue enterrado en el cementerio Novodévichi de la capital moscovita.

## Rangos militares
- Kombrig (14 de noviembre de 1939)
- Mayor general (8 de diciembre de 1941)
- Teniente general (25 de septiembre de 1943)
- Coronel general (5 de mayo de 1945).[7]

## Condecoraciones
A lo largo de su vida Nikolái Gúsev fue galardonado con las siguientes condecoracionesː
|  | Orden de Lenin, dos veces (21 de febrero de 1945, ...)                                                                              |
|  | Orden de la Bandera Roja, cuatro veces (10 de febrero de 1943, 21 de febrero de 1944, 3 de noviembre de 1944 y 20 de junio de 1949) |
|  | Orden de la Estrella Roja (31 de diciembre de 1939)                                                                                 |
|  | Orden de Suvórov de 1.er grado, dos veces (23 de agosto de 1944 y 10 de abril de 1945)                                              |
|  | Orden de la Insignia de Honor (22 de febrero de 1938)                                                                               |
|  | Medalla por la Defensa de Leningrado                                                                                                |
|  | Medalla por la Victoria sobre Alemania en la Gran Guerra Patria 1941-1945                                                           |
|  | Medalla por la Conquista de Königsberg                                                                                              |
|  | Medalla del 20.º Aniversario del Ejército Rojo de Obreros y Campesinos                                                              |
|  | Medalla del 30.º Aniversario de las Fuerzas Armadas de la URSS                                                                      |
|  | Medalla del 40.º Aniversario de las Fuerzas Armadas de la URSS                                                                      |
|  | Medalla Conmemorativa del 250.º Aniversario de Leningrado                                                                           |